# 平面ひずみ状態
平面ひずみ状態（へいめんひずみじょうたい）とは、ひずみが平面的である、すなわち、ある座標系 (x , y , z ) がとれて、変位成分 (u , v , w )が z 軸によらず
u = u (x , y )
v = v (x , y )
w = 0
と表せる状態である。z 軸方向に伸びる長い柱体に、軸方向に変化しない外力が作用するときに平面ひずみ状態とみなすことができる。

## 平面ひずみ状態でのフックの法則
平面ひずみ状態でのフックの法則は、λとμをラメ定数として
{\displaystyle {\begin{aligned}&\sigma _{x}=2\mu \epsilon _{x}+\lambda (\epsilon _{x}+\epsilon _{y}),\quad \sigma _{y}=2\mu \epsilon _{y}+\lambda (\epsilon _{x}+\epsilon _{y}),\quad \sigma _{z}=\lambda (\epsilon _{x}+\epsilon _{y}),\\&\tau _{xy}=2\mu \gamma _{xy},\quad \tau _{yz}=\tau _{zx}=0\end{aligned}}}
またはE をヤング率、νをポアソン比として
{\displaystyle {\begin{aligned}&\epsilon _{x}={\frac {1}{E'}}(\sigma _{x}-\nu '\sigma _{y}),\quad \epsilon _{y}={\frac {1}{E'}}(\sigma _{y}-\nu '\sigma _{x}),\quad \epsilon _{z}=0,\\&\gamma _{xy}={\frac {1}{2G}}\tau _{xy},\quad \gamma _{yz}=\gamma _{zx}=0\end{aligned}}}
ただし、
{\displaystyle E'={\frac {E}{1-\nu ^{2}}},\quad \nu '={\frac {\nu }{1-\nu }}}
と表され、係数を置き換えることによって平面応力状態と同じ関係式となる。特に、平面ひずみ状態では、軸方向の垂直応力は 0 とはならないことに注意を要する。